# Dead Cross
Dead Cross est un super groupe de punk hardcore américain originaire du sud de la Californie et composé du guitariste Michael Crain (Retox), du bassiste Justin Pearson (The Locust , Head Wound City et Retox), du batteur Dave Lombardo (Slayer, Grip Inc., Fantômas, Suicidal Tendencies) et du chanteur Mike Patton (Faith No More, Mr. Bungle, Fantômas),.

## Biographie
Dead Cross voit officiellement le jour le 30 novembre 2015 alors que Dave Lombardo est à la recherche d'un groupe pour combler les dates manquantes d'une tournée. Il faudra environ 12 jours à Lombardo, Pearson et Crain, qui se connaissent pour avoir tous déjà travaillé auparavant avec le producteur Ross Robinson, pour composer les morceaux d'un live dont ils feront les premières représentations en décembre de la même année avec Gabe Serbian (The Locust, Head Wound City, Retox) au chant,.
Le 8 mars 2016 est diffusée sur internet la chanson "We'll sleep when they're dead". En 2016, alors qu'il a déjà enregistré des pistes de voix qui ne figureront finalement pas sur l'album, Gabe Serbian quitte le projet. En décembre, Patton est annoncé pour le remplacer. Les prises de son étant déjà enregistrées, Patton écrit ses propres paroles et enregistre les piste de voix séparément. L'album, produit par Ross Robinson  et coproduit par les labels Ipecac Recordings de Patton et Three One G de Pearson, sortira le 4 août 2017.
Le 22 mai 2017, la première tournée du groupe est annoncée, elle débute le 10 août.
Le 15 août 2017, les quatre membres du groupe sont arrêtés à Houston, Texas. Sur les conseils de leurs avocats, aucun membre du groupe ne fera de commentaire public à ce sujet.
Le 2 mai 2018, Dead Cross publie un EP éponyme contenant deux nouvelles chansons et deux remix de leur précédent album.

## Style musical
Bien que le groupe se qualifie de punk hardcore, il sera également qualifié par les médias de heavy metal ou thrash metal,,,. À propos du son de leur premier album, Patton dira: "To me, it is a traditional hardcore record. It is very pointed, direct and visceral. Like, I wasn't going to play keyboards, add samples or any kind of orchestration. It was like, 'Yo, just go for it.' In some ways, it reminded me of stuff that we had collectively all grown up with and loved when we were like teenagers — bands like the Accüsed, Deep Wound or Siege, stuff that was just brutal, uncompromising and right to the point". Ce qui pourrait être traduit par:  
"Pour moi, c’est un disque hardcore traditionnel. C'est très pointu, direct et viscéral. Par exemple, je n'allais pas jouer de claviers, ajouter des échantillons ou une sorte d'orchestration. C'était comme: 'Yo, vas-y.'  À certains égards, cela me rappelait des trucs avec lesquels nous avions tous grandi et aimés quand nous étions adolescents - des groupes comme Accüsed, Deep Wound ou Siege, des trucs brutaux, sans compromis et sans faille."

## Membres
Actuels
- Michael Crain - guitare (depuis 2015)
- Justin Pearson - basse (depuis 2015)
- Dave Lombardo - batterie (depuis 2015)
- Mike Patton - chant (depuis 2016)

Passés
- Gabe Serbian - chant (2015-2016)

## Discographie

### Album studio
- Dead Cross (2017, Ipecac, Three One G)
- II (2022, Ipecac, Three One G)

### EP
- Dead Cross (2018, Ipecac)

### Vidéo clips
| Année | Titre                         | Réalisateur        |
| ----- | ----------------------------- | ------------------ |
| 2017  | "Seizure and Desist"          | Eric Livingston    |
| 2017  | "Obedience School"            | Dennis Bersales    |
| 2017  | "Church of the Motherfuckers" | Michael Panduro    |
| 2018  | “My Perfect Prisoner”         | Eric Livingston    |
| 2020  | ”Rise Above”                  | Displaced/Replaced |
| 2020  | "Skin Of A Redneck"           | Kay Otto           |
| 2022  | "Reign of Error"              | Displaced/Replaced |
| 2022  | "Heart Reformer"              | Dark Details       |
| 2022  | "Christian Missile Crisis"    | Displaced/Replaced |